# Marc Castells i Berzosa
Marc Castells i Berzosa (Igualada, 23 de novembre de 1972) és un polític català, alcalde d'Igualada des de l'11 de juny de 2011, vicepresident quart i delegat d’Infraestructures, Equipament i Patrimoni Arquitectònic de la Diputació de Barcelona des de 2023, i president del partit Junts per Igualada. Des del 28 de juny del 2018 fins l'11 de juliol de 2019 va ser president de la Diputació de Barcelona.
És president de la Mancomunitat Intermunicipal de la Conca d’Òdena, president de la Mancomunitat per a l’atenció dels disminuïts psíquics de la comarca de l’Anoia, president del Consorci Sociosanitari d’Igualada, president del Consorci de Gestió Televisió Digital i vicepresident del Consorci Sanitari de l’Anoia.
Va ser president del Consell Comarcal de l'Anoia entre el 3 de novembre de 2009 i el 22 de juliol de 2011, ens on va ser vicepresident entre 2007 i 2009.
A la Diputació de Barcelona, també ha estat delegat de l'Àrea d'Educació i Tecnologies de la Informació i la Comunicació entre 2011 i 2013, delegat d'Infraestructures, Urbanisme i Habitatge entre 2013 i 2015, i vicepresident segon i delegat de Desenvolupament Econòmic Local entre 2015 i 2018.

## Trajectòria professional
A nivell professional, Marc Castells inicià la seva carrera l'any 1995 treballant al Consell Comarcal de l'Anoia. Fou responsable de la gestió de formació ocupacional per aturats, tallers d'ocupació, programes d'inserció i la implantació de la norma ISO 9001. Va captar recursos econòmics d'àmbit provincial, nacional, estatal i europeu, i realitzà anàlisis de dades socioeconòmiques per detectar tendències i establir mesures correctores en el desenvolupament comarcal. A nivell institucional ha estat assessor del president del Consell Econòmic i Social de la Comarca de l'Anoia i assessor tècnic de l'Associació Catalana de Municipis al Consell de Direcció del Servei d'Ocupació de Catalunya.

## Trajectòria política
Marc Castells inicià la seva carrera política l'any 1997 militant a la Joventut Nacionalista de Catalunya (JNC), on va presidir l'agrupació de l'Anoia des del 1998 fins al 2000. Fou conseller nacional de la JNC del 1997 al 2002 i president de la Federació de la Comarques Centrals del 1999 al 2002.
Milità a Convergència Democràtica de Catalunya (CDC) a partir de 1997 i va ser conseller nacional de CDC del 1999 al 2003 i membre de l'Executiva de la Federació de Comarques Centrals de Catalunya des de 1999. Va ser membre de l'Executiva Local de CDC del 1999 al 2003 i de l'Executiva Comarcal de CDC a partir del 1999. A nivell de la Federació de Convergència i Unió va ser conseller nacional del 2002 al 2003.
El 2007 fou escollit per primera vegada cap de llista de CiU a les eleccions municipals d'Igualada, després de guanyar una lluita interna davant Joaquim Romero (UDC). Va obtenir 6 regidors, el mateix resultat que el 2003 havia obtingut la candidata i exdiputada Flora Sanabra. Castells liderà l'oposició davant l'alcalde Jordi Aymamí, del PSC i envià propostes al Parlament de Catalunya demanant ajuts per a Igualada.
El 3 de novembre de 2009 fou elegit president del Consell Comarcal de l'Anoia en un ple extraordinari, després que Xavier Boquete renunciés al càrrec. En l'elecció, Marc Castells va rebre el suport dels grups de CiU i d'ERC. Marc Castells manifestà la seva voluntat de continuar el programa de l'anterior president i remarcà que el consell tindria com a prioritat lluitar contra l'atur. El maig de 2010 comparegué al Parlament de Catalunya per sol·licitar l'adscripció de l'Anoia a l'àmbit i la vegueria del Penedès. El seu mandat com a president del Consell Comarcal va finalitzar el 22 de juliol de 2011.
El 7 de març de 2011, el president de la Generalitat Artur Mas va acompanyar Castells en la seva presentació com alcaldable de CiU a Igualada, en un acte celebrat a l'Ateneu Igualadí davant 500 persones. En les eleccions municipals de 2011, la llista encapçalada per Marc Castells assolí 6.561 vots i 10 regidors, un significatiu augment respecte els 3.698 vots i 6 regidors obtinguts el 2007. Aquest augment de 4 regidors fou una fita a la ciutat, ja que mai s'havia aconseguit capgirar d'aquesta manera els resultats respecte els comicis precedents. La variabilitat màxima fins al moment era de 2 regidors. Aquest resultat, a un regidor de la majoria absoluta, va permetre a Marc Castells assolir l'alcaldia de la ciutat que el socialista Jordi Aymamí mantenia des de 1999. Castells fou escollit alcalde l'11 de juny de 2011, amb els 10 vots de CiU i els 2 d'ERC-RI, grup amb el qual pactà el govern de la ciutat. En ser escollit, Castells es mostrà orgullós de liderar el “primer govern sobiranista” de la història de la ciutat.
En les eleccions municipals de 2015 la candidatura de CiU encapçalada per Marc Castells va repetir el triomf assolit 4 anys abans i va obtenir el 45,6% dels sufragis, amb més de 7.500 vots, un miler més que el 2011, amb la qual cosa va assolir la majoria absoluta amb un total d'onze regidors, un més que el 2011.
A les eleccions municipals de 2019 va revalidar l'alcaldia d’Igualada, obtenint 9 dels 21 regidors del consistori. El gener de 2023 va anunciar que havia deixat de militar al Partit Demòcrata Europeu Català.
A les eleccions municipals de 2023 va revalidar per quarta vegada l'alcaldia, encapçalant la llista de Junts per Igualada, partit que presideix, i va obtenir 10 dels 21 regidors del consistori, un més que en la legislatura anterior.